# Kahraman (album)
Kahraman è il quarto album in studio della cantante turco-belga Hadise, pubblicato nel 2009.

## Tracce
1. Baksana
2. Evlenmeliyiz
3. Sıradan
4. Kahraman
5. Adın ne
6. Biraz sabret
7. Düm Tek Tek
8. Double Life
9. Supernatural Love
10. Baksana (R&B Version)
11. Düm Tek Tek (Akustik)
12. Düm Tek Tek (Club Mix)
13. Kahraman (Akustik)